# Diecéze Abercorn
Diecéze Abercorn je titulární diecéze římskokatolické církve založená v roce 1973, pojmenovaná podle starého města Abercorn v dnešním Skotsku.

## Titulární biskupové
| hodnost          | jméno                           | úřad                                  | od               | do                 |
| ---------------- | ------------------------------- | ------------------------------------- | ---------------- | ------------------ |
| titulární biskup | Richard Charles Patrick Hanifen | pomocný biskup Denveru (USA)          | 6. července 1974 | 10. listopadu 1983 |
| titulární biskup | John Aloysius Mone              | pomocný biskup Glasgow (UK)           | 24. dubna 1984   | 8. března 1988     |
| titulární biskup | John Charles Dunne              | pomocný biskup Rockville Centre (USA) | 21. října 1988   | současnost         |